# Anni 1110 a.C.
Gli anni 1110 a.C. sono il decennio che comprende gli anni dal 1119 a.C. al 1110 a.C. inclusi.

## Eventi
- Sviluppo della colonizzazione fenicia.
- 1114 a.C. - Tiglat-Pileser I diventa re dell'Assiria.
- 1115 a.C. - in Cina Cheng Zhou diventa re della Dinastia Zhou.

## Personaggi
- 1116 a.C. - Muore Wu Zhou, re della Dinastia Zhou (1122 a.C. - 256 a.C.).